# Where Were You in the Morning?
Where Were You in the Morning? è un singolo del cantante canadese Shawn Mendes, pubblicato il 18 maggio 2018 come quarto estratto dal terzo album in studio Shawn Mendes.

## Tracce
Download digitale
1. Where Were You in the Morning? – 3:20

## Classifiche
| Classifica (2018) | Posizione massima |
| ----------------- | ----------------- |
| Australia         | 67                |
| Austria           | 54                |
| Canada            | 81                |
| Francia           | 153               |
| Irlanda           | 79                |
| Paesi Bassi       | 44                |
| Regno Unito       | 91                |
| Repubblica Ceca   | 54                |
| Slovacchia        | 47                |
| Svezia            | 93                |
| Svizzera          | 71                |
| Ungheria          | 9                 |